# The Malefice
The Malefice es el álbum debut de la banda chilena de thrash metal, Pentagram Chile, grabado después de 28 años de trayectoria.  Contiene temas compuestos recientemente y también temas clásicos que aparecen en el Demo 1 y Demo 2.

## Lista de temas
- 1.	 The Death of Satan — 05:22
- 2.	 La Fiura — 04:28
- 3.	 The Apparition	— 06:03
- 4.	 Horror Vacui — 04:08
- 5.	 Spontaneous Combustion — 05:02
- 6.	 Grand Design — 05:41
- 7.	 Sacrophobia — 04:56
- 8.	 Arachnoids — 04:22
- 9.	 King Pest — 06:13
- 10.	 Prophetic Tremors — 05:40
- 11.	 Fatal Predictions — 05:27
- 12.	 The Malefice — 04:23
- 13.	 Demoniac Possession — 04:11
- 14.	 Demented — 05:58
- 15.	 Profaner — 06:11
- 16.	 Temple of Perdition — 06:30
- 17.	 Spell of the Pentagram — 06:36

## Personal
- Anton Reisenegger — voz, guitarra
- Juan Pablo “Azazel“ Uribe — guitarra
- Dan Biggin — bajo
- Juan Pablo Donoso — batería